# Jaume Margaix Muedra
Jaume Margaix Muedra (Museros, 1955), més conegut com a Jaume o Jaime el bessó (per tindre un germà bessó, Llorenç), fou campió d'Espanya d'electrònica en el XXVIII Concurs Nacional Professional celebrat el 29 de setembre de l'any 1974 a la Corunya i campió del món en l'especialitat de reparadors de ràdio i televisió del XXII Concurs internacional de Formació Professional celebrat a Madrid el 22 de setembre de 1975, on participaren estudiants d'Alemanya, Àustria, Bèlgica, Corea, Espanya, Estats Units, Països Baixos, Itàlia, Japó, Anglaterra i Taiwan.
Va estudiar a les Escoles Professionals Lluís Amigó de Godella on va obtenir el títol d'Oficial industrial i Mestre industrial.

## Palmarés
- Campió provincial d'electrònica: 1974.[2]
- Campió inter-regional d'electrònica: 1974.[2]
- Campió d'Espanya d'electrònica: 1974.[2]
- Campió del món en l'especialitat de reparadors de ràdio i televisió del XXII Concurs internacional de Formació Professional: 1975.[3]